# Monumento a Robespierre
El Monumento a Robespierre (ruso: Памятник Робеспьеру, romanizado: Pamyatnik Robyesp'yeru) fue uno de los primeros monumentos erigidos en la República Socialista Federativa Soviética de Rusia (posteriormente parte de la Unión Soviética), levantado en Moscú el 3 de noviembre de 1918, justo antes del primer aniversario de la Revolución de Octubre, que llevó a los bolcheviques al poder. Representaba a Maximilien Robespierre, una figura prominente de la Revolución Francesa. Ubicado en el Jardín Alexander, fue diseñado por la escultora Beatrice Yuryevna Sandomierz (ruso: Беатриса Юрьевна Сандомирская, romanizado: Beatrica Yur'yevna Sandomirskaya). Creado como parte del plan de «propaganda monumental», el monumento fue encargado por Vladímir Lenin, quien en un edicto se refirió a Robespierre como un «bolchevique avant la lettre». Fue solo una de varias estatuas planeadas que representaban a revolucionarios franceses; otras estaban destinadas a Georges Danton, François-Noël Babeuf y Jean-Paul Marat, aunque solo la de Danton nunca se completó.
Creado en el contexto de la Guerra Civil Rusa en curso y con el país en un estado de comunismo de guerra, había pocos materiales disponibles para hacer la estatua. Al no tener bronce ni mármol, el monumento se construyó utilizando concreto, con tuberías huecas que lo atravesaban. Este diseño resultó frágil, durando solo unos pocos días. En la mañana del 7 de noviembre solo quedaba un montón de escombros. En los días siguientes, diferentes periódicos ofrecieron versiones variadas sobre la razón de su colapso, con Znamya Trudovoi Kommuny y otros diciendo que fue obra de manos "criminales" (contrarrevolucionarias), e Izvestia afirmando que la desaparición de la estatua se debió a una construcción inadecuada.